# Enric Sagnier
Enric Sagnier i Villavecchia, marqués de Sagnier (Barcelona, 21 de marzo de 1858-Barcelona 1 de septiembre de 1931), fue un arquitecto español. La mayoría de sus obras se encuentran en la ciudad de Barcelona; autor prolífico, fue posiblemente el arquitecto con mayor número de construcciones en la Ciudad Condal (cerca de 300 edificios documentados). Sagnier fue un arquitecto bien relacionado con las clases dirigentes barcelonesas, de las que recibió numerosos encargos.
De estilo ecléctico, con una cierta tendencia clasicista, estuvo cercano al modernismo de moda en la época en la capital catalana, pero interpretándolo de una manera sobria y funcional. Su principal fuente de inspiración fue la arquitectura medieval, sobre todo románica y gótica; en cambio, no fue proclive a estilos exóticos de moda en aquel momento, como el neomudéjar o los estilos árabes y orientales. Se pueden distinguir en su trayectoria tres etapas: antes de 1900 trabaja con un estilo ecléctico, monumental y grandilocuente; de 1900 a 1910 se acerca más al modernismo, lo que se percibe en un mayor sentido decorativo de su obra en estas fechas, con especial influencia del arte rococó; y desde 1910 permanece en un estilo clasicista de influencia francesa, alejado de las modas del momento.
La obra de Sagnier se caracteriza por tres aspectos: una gran capacidad de trabajo, en la que destaca su continuo reciclaje tanto en estilos como en innovaciones tecnológicas; una cierta indefinición estilística, que sin embargo deja la puerta abierta a las corrientes del momento; y una variada amplitud tipológica, desarrollada principalmente en el sector de la vivienda, el encargo oficial y el religioso. Sagnier representa una cierta paradoja en el panorama arquitectónico barcelonés de finales del siglo XIX y principios del XX: si bien en vida gozó de un notable éxito profesional, con gran cantidad de encargos por parte de la burguesía y de la Iglesia –lo cual cabe achacar a un gran conocimiento del oficio, capacidad de trabajo, rigor presupuestario y adaptación al gusto decorativo de la sociedad de su tiempo–, tras su muerte cayó en un injusto olvido –hoy día es poco conocido incluso en la ciudad que vio la mayor parte de sus realizaciones–, debido a su vinculación con la Iglesia y con sectores políticos conservadores, además de que su estilo fue menospreciado por las nuevas corrientes arquitectónicas del siglo XX, sobre todo el racionalismo.

## Biografía

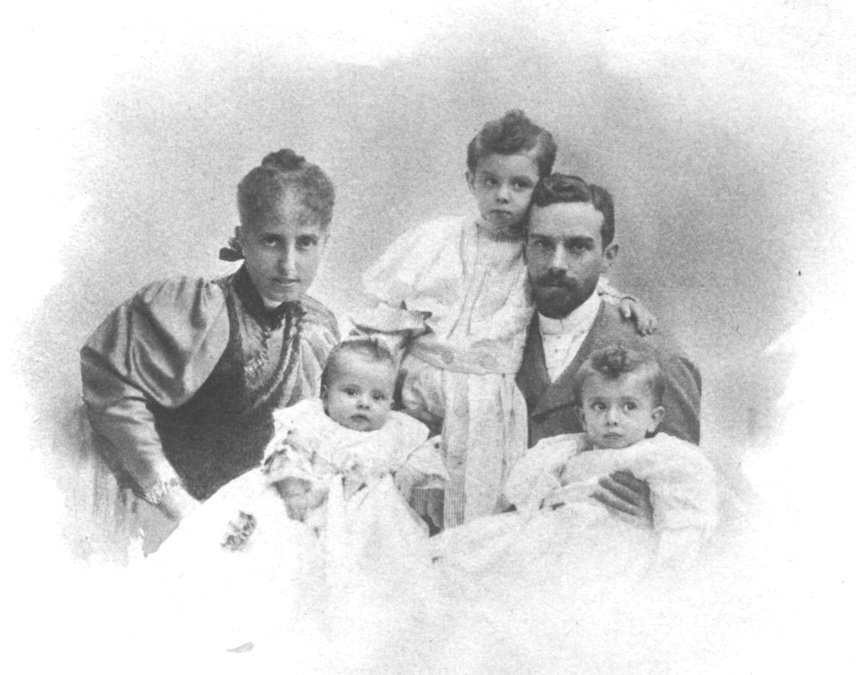
Sagnier con su esposa Dolors Vidal y sus hijos Josep Maria, Manuel y Enric.

Enric Sagnier nació en Barcelona en 1858, hijo de Lluís Sagnier i Nadal, presidente de la Caja de Ahorros y Monte de Piedad de Barcelona y de Clementina Villavecchia i Busquets. Fue bautizado con el nombre de Enric Ferran Josep Lluís. De familia acomodada, tuvo una formación artística, aprendiendo música –era un excelente intérprete de violín– y pintura –tenía un gran dominio del dibujo y el color–. Así, desde joven se movió en los ambientes más selectos de la alta sociedad barcelonesa –su hermano Joaquim fue alcalde de Barcelona (1913-1914)–. Estudió bachillerato en el prestigioso internado Coll de Valldèmia, en Mataró, y la carrera de arquitectura en la Escuela Técnica Superior de Arquitectura de Barcelona, obteniendo el título el 22 de marzo de 1882.
Durante sus estudios empezó a trabajar para Francisco de Paula del Villar y Lozano, con el que colaboró en el Monasterio de Montserrat. Desde joven tuvo notable éxito profesional, recibiendo numerosos encargos de la nobleza catalana y de la Iglesia –tuvo una especial vinculación con los Salesianos, para los que elaboró numerosos proyectos, entre ellos su obra cumbre, el Templo Expiatorio del Sagrado Corazón, en el Tibidabo–, y recibiendo numerosos nombramientos institucionales. En 1887 se casó con Dolors Vidal-Ribas i Torrents, con la que tuvo cinco hijos: Josep Maria, Manuel, Enric, Maria e Ignasi.
Debido a la gran cantidad de obras que ejecutó durante su carrera profesional, a menudo colaboró con otros arquitectos, como José Doménech y Estapá, Bonaventura Bassegoda i Amigó, Augusto Font Carreras, Francisco Folguera, Adolfo Florensa, Pere Garcia Fària, Pere Benavent, etc., así como su hijo Josep Maria Sagnier i Vidal, 2.º marqués de Sagnier, el cual terminó muchas de las obras iniciadas por su padre. También contó con la colaboración de numerosos artistas y artesanos, como Josep Maria Sert, Alexandre de Riquer, Josep Llimona, Eusebi Arnau, el forjador Carles Torrebadell, el vidriero Antoni Rigalt, el mosaiquista Lluís Bru, el ebanista Joan Busquets, etc.
De personalidad tranquila y devota, dedicó su vida por entero a su carrera, recibiendo gran cantidad de distinciones, como la medalla de oro del Ayuntamiento de Barcelona por haber vencido tres veces en el concurso anual de edificios (Casa Emili Juncadella, 1901; edificios para la Junta Provincial de Protección a la Infancia y Represión de la Mendicidad, 1916; y sede central de la Caja de Pensiones de Barcelona, 1917); igualmente ganó el concurso anual en 1918 con la Casa Ignasi Coll y en 1919 con la Casa Lluís Rocamora, así como el premio al mejor establecimiento en 1912 (Confitería Guillem Llibre) y 1913 (Sastrería Comas). Fue miembro de la Real Academia Catalana de Bellas Artes de San Jorge, del Círculo Artístico de San Lucas y del Centro Excursionista de Cataluña, comendador de la Orden de Alfonso XIII y vocal de la Junta de Museos; asimismo, fue consejero de la Caja de Ahorros de Barcelona desde 1913.
Ocasionalmente se dedicó también a la política, siendo diputado provincial en dos ocasiones (1903-1907 y 1924-1929), en representación de un grupo católico aliado a la Lliga Regionalista, el Comité de Defensa Social. Tuvo una estrecha relación con la Iglesia, siendo nombrado arquitecto diocesano de Barcelona en sustitución de Villar y Lozano (1892-1931), arquitecto del monasterio de Montserrat (1903-1915) y de la catedral de Barcelona (1927-1931). Quizá por ello, en 1923 el papa Pío XI le concedió el título pontificio de marqués de Sagnier, y en 1928 recibió el título honorífico de camarero de capa y espada del papa. En su escudo nobiliario imprimió la siguiente leyenda: Dilexi decorem domus tuae («Señor, amé la hermosura de tu Casa»). Murió en Barcelona en 1931.
Enric Sagnier tiene dedicados en Barcelona unos jardines que llevan su nombre, ubicados en el distrito de Sarriá-San Gervasio e inaugurados en 2012.

## Obra

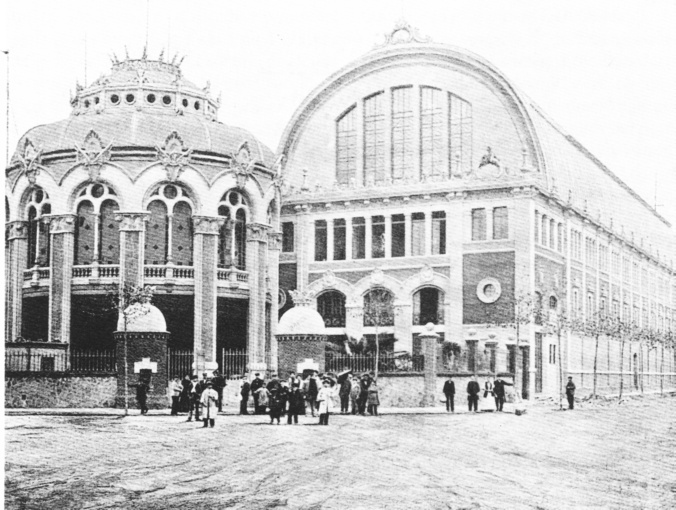
Frontón Barcelonés

La obra de Sagnier se enmarca en la Barcelona de finales del siglo XIX y principios del XX, la época del modernismo, en la que se produce un gran auge en la construcción, tanto de edificios oficiales y religiosos como de ámbito privado, destacando las grandes mansiones señoriales construidas por la burguesía catalana, que se beneficia de una época de gran esplendor económico, debido sobre todo al comercio con las colonias españolas en América y Filipinas. Coincide asimismo con la época de renacimiento de la cultura catalana (Renaixença), que lleva a la revalorización del pasado cultural catalán, sobre todo de época medieval. El modernismo intenta de cierta forma entroncar con el arte gótico en busca de un lenguaje constructivo nacional que represente con fidelidad la cultura catalana. Igualmente, el modernismo supone una revitalización de todas las artes y oficios: estilo eminentemente ornamental, con la inclusión en la arquitectura de elementos artesanales como la forja, el estuco, la cerámica, la vidriería, la ebanistería, etc.

### Primeras realizaciones
Enric Sagnier comienza su carrera como ayudante de Francisco de Paula del Villar y Lozano: bajo sus órdenes realiza su primera construcción, la reforma de la capilla de Sant Josep en la Basílica de Montserrat (1884). Trabajos similares serán los altares –hoy desaparecidos– de las iglesias de Monistrol de Montserrat y San Juan Bautista de Gracia. Su primera obra importante será la nueva iglesia de Santa Engracia de Montcada (1886), de estilo neogótico; fue destruida durante la Guerra Civil. De ese mismo año será su primer edificio de viviendas, la casa Cuyàs. En 1888 realizó un proyecto para la Exposición Universal, que no se llevó a cabo; se trataba del Pabellón León XIII, que debía acoger la representación de los Estados Pontificios en el certamen.

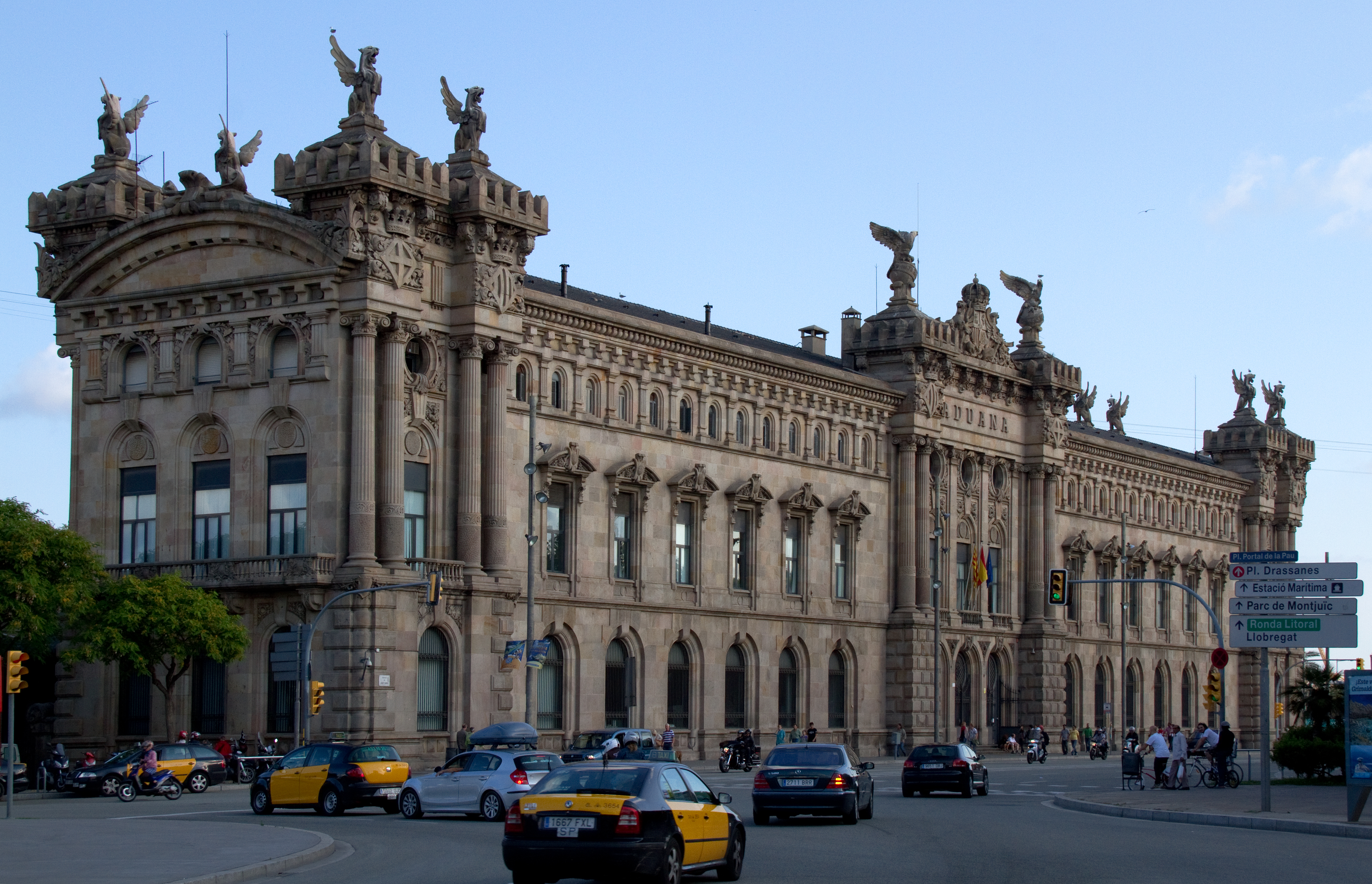
Aduana del Puerto de Barcelona

Durante la última década de siglo, Sagnier se dedicó principalmente a los edificios de viviendas: Casa Antoni Roger Vidal, en Ausiàs March 33-35/Gerona 20 (1888-1890), donde utiliza una variada amalgama estilística, conjugando el gótico, el plateresco y un cierto manierismo en las ventanas del segundo piso; Casa Rodolf Juncadella, en Rambla Cataluña 33 (1888-1891), destaca por su esmerado trabajo en forja y escultura, como los cuatro medallones de la parte superior que representan las artes, obra de Pere Carbonell; las Casas Pons (1890-1891), en paseo de Gracia 2 (Casa Alexandre Pons Serra) y 4 (Casa Isidra Pons de Pascual), de estilo neogótico, flanqueadas por dos torres de perfil agudo, con decoración de Alexandre de Riquer; Casa Tomàs Roger Larrosa, en Ausiàs Marc 37-39 (1892-1894), conjuga elementos clásicos con escultura de aire plateresco; la Casa Dolors Vidal de Sagnier, en Rambla Cataluña 104 (1892-1894), es su propio edificio familiar, en estilo gótico, con una imagen de la Inmaculada Concepción en la fachada, obra de Josep Llimona.

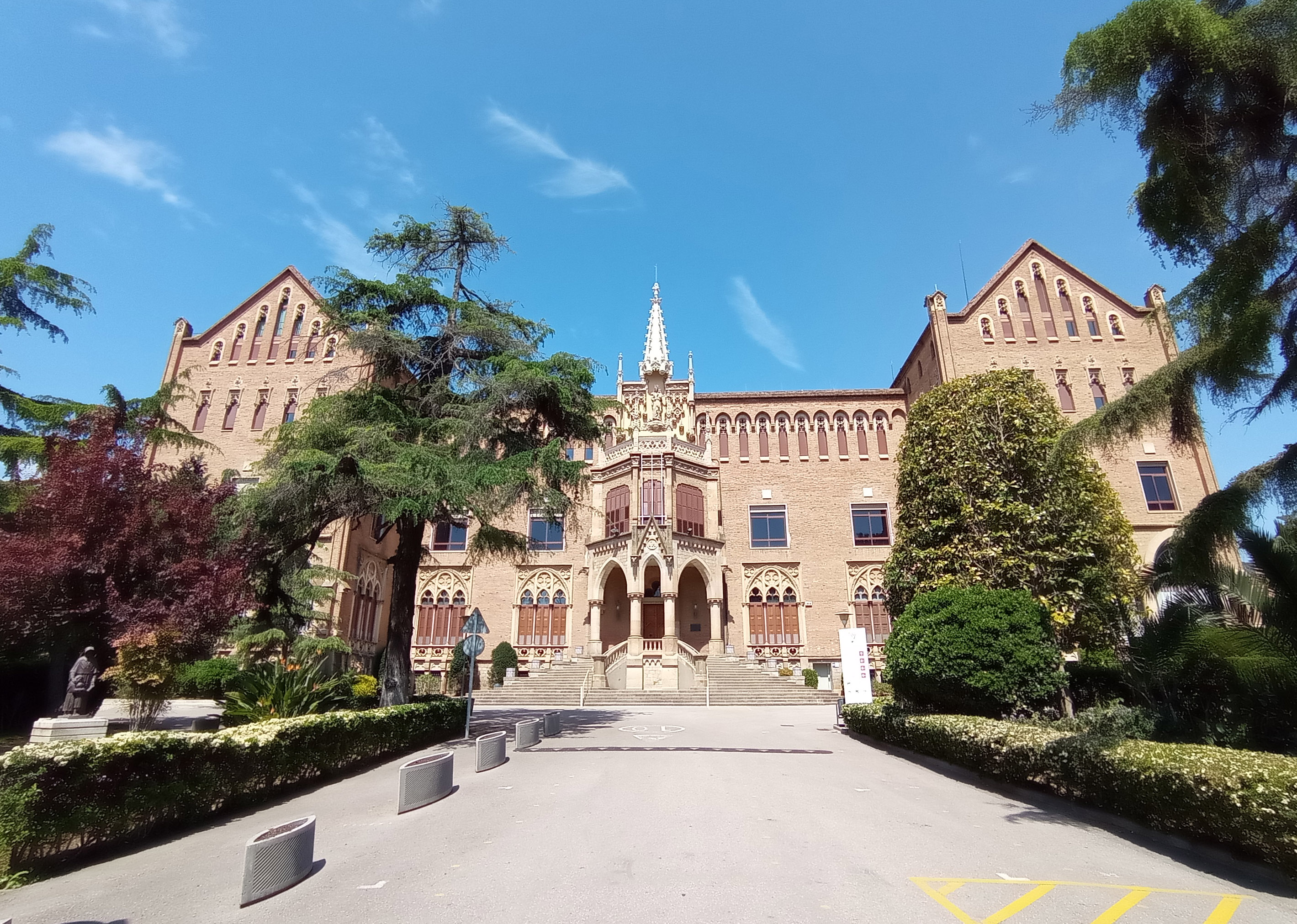
Colegio de Jesús-María

En el ámbito religioso, Sagnier recibió varios encargos de los Salesianos, como el santuario de Santa María Auxiliadora (1889-1901), compuesto por un coro para 300 personas y una iglesia de tres naves, separadas por doble fila de seis columnas; en el diseño, Sagnier se inspiró en la casa central de los Salesianos en Turín. Entre 1892-1897 realiza el colegio de Jesús-María, en el paseo de San Gervasio 15, de estilo neogótico, y entre 1892-1894 el colegio del Sagrado Corazón de Jesús, en la esquina Diputación/Bailén, sobre una edificación anterior de José Vilaseca. En el barrio del Clot construyó el Centro de Nuestra Señora del Carmen y San Pedro Claver (1899-1903), conjunto destinado a escuelas y talleres de oficios para jóvenes obreros, desaparecido en 1936. Asimismo, como arquitecto diocesano de Barcelona construyó varias parroquias en los barrios obreros de las afueras de Barcelona: Sagrado Corazón en Pueblo Nuevo (1895-1926), San Juan en Horta (1909-1917), San Francisco de Asís en Pueblo Nuevo (1914-1917), Nuestra Señora de Montserrat en Guinardó (1920-1924), Nuestra Señora del Rosario en Fort Pius (1923-1924), Cristo Rey en la Sagrera (1924-1931), Santa Engracia en Verdún (1925-1928), San Ramón Nonato en Collblanc (1925-1935); así como en varias poblaciones de la diócesis: Santa María en Castelldefels (1903-1909), San Félix en Sabadell (1914-1942), Santa Margarita en Santa Margarita y Monjós (1920-1924), San Pedro en Masquefa (1922-1925), Santa María en Viloví (1925-1933).

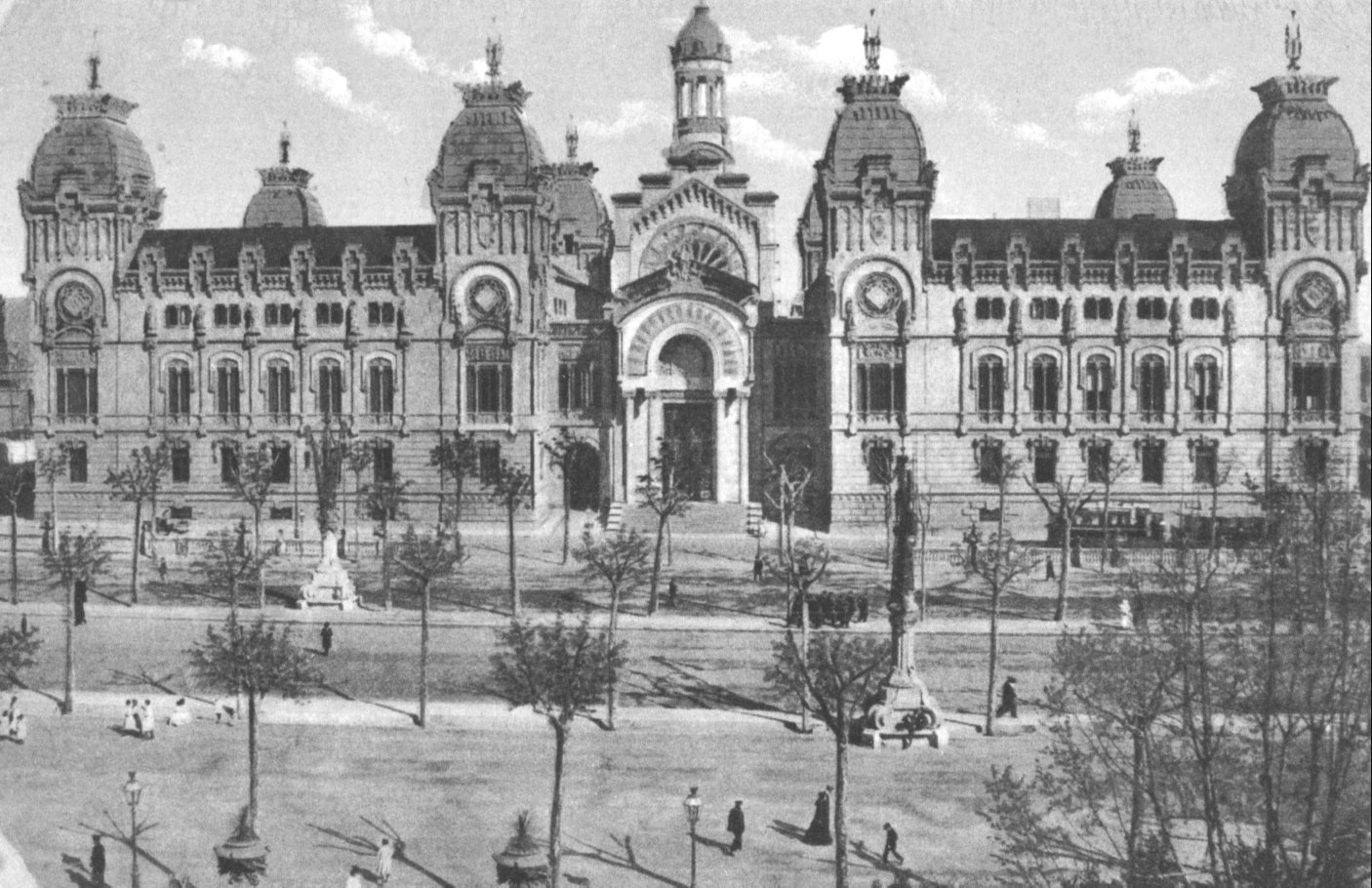
Palacio de Justicia de Barcelona

En 1893 construyó el Frontón Barcelonés, en Diputación 415, primer local en Barcelona dedicado al juego de pelota; era descubierto, y el público ocupaba una estructura de hierro a tres niveles, decorada con estucos, a la que se accedía a través de una rotonda y una gran escalinata; el frontón desapareció en 1902. En 1896 construyó en Vich la Fábrica Torra, edificio de cuatro plantas de estilo clásico; la fachada está decorada con figuras de cerdos, ya que la fábrica se dedicaba a la elaboración de embutidos. Entre 1896 y 1902 construyó el edificio de la Aduana del Puerto de Barcelona, en colaboración con Pere Garcia Fària, con planta en forma de H, siguiendo el habitual estilo ecléctico de Sagnier; la fachada tiene un aspecto monumental, que recuerda la arquitectura centroeuropea, con decoración de motivos clásicos –principalmente en orden jónico–, rematada con los escudos de Barcelona, Cataluña y España, y con dos águilas y dos grifos, obra de Eusebi Arnau.
Sin duda, su obra más importante durante su juventud fue el Palacio de Justicia de Barcelona (1888-1911), proyectado junto a José Doménech y Estapá. El palacio fue, después de la Universidad de Barcelona, uno de los primeros edificios públicos de la ciudad concebido con carácter monumental, en un solar aislado y a escala del nuevo Ensanche. El conjunto había de acoger la Audiencia de Barcelona y los juzgados municipales y de primera instancia de la capital. El edificio se compone de dos cuerpos cuadrangulares coronados por unas cúpulas peraltadas, a lado y lado de un cuerpo central. Los cuerpos laterales acogen las dependencias de los juzgados, mientras que el central contiene el acceso principal, la escalera de honor y las grandes dependencias públicas, donde destaca la Sala de los Pasos Perdidos, de 20 metros de altura, cubierta con un sistema de arcos de hierro, y decorada con pinturas murales de Josep Maria Sert. El palacio destaca por la gran cantidad de obra escultórica, en cuya realización intervinieron la mayor parte de escultores de la época: los hermanos Agapito y Venancio Vallmitjana, Eduard Alentorn, Rafael Atché, Miguel Blay, Pere Carbonell, Manuel Fuxá, etc. El programa decorativo del exterior del palacio consta de 48 figuras relacionadas con el derecho, 22 relieves con temas jurídicos e históricos, un grupo (Moisés con las Tablas de la Ley) en el coronamiento del frontispicio, de Agustín Querol, y una gran figura de 4 metros que representa la Justicia, de Andreu Aleu. Será también importante en el diseño del edificio la utilización del hierro, presente tanto en obras de forjado como en los espacios del cuerpo central, especialmente en la sala axial que divide el edificio en dos zonas.

### Etapa modernista

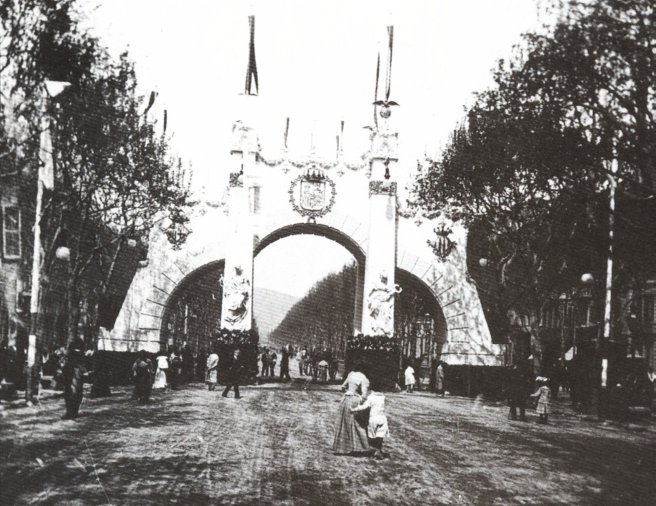
Arco de Triunfo en honor de Alfonso XIII

Con el cambio de siglo, Sagnier se acerca más a las formas modernistas de moda en aquel momento, sobre todo en la utilización de las artes aplicadas, la proliferación de la escultura y el trabajo en hierro; en cambio, no gusta mucho de la decoración con vidrieras, de los revestimientos en cerámica o el uso de esgrafiados, tan característicos del modernismo.
Varias de sus primeras obras calificables de modernistas fueron de nuevo edificios de viviendas: Casa Rupert Garriga, en Diputación 250 (1899-1901), con un esmerado trabajo en la piedra tallada, vidrieras paisajísticas de Antoni Rigalt y unas ménsulas sobre las edades de la vida que sostienen el balcón principal, de Eusebi Arnau; Casa Ferran Cortés, en Rambla Cataluña 96 (1900, de un cierto estilo rococó, con decoración de tipo vegetal; Casa Lluís Sagnier Nadal, en Brusi 61 (1900), era la casa de veraneo familiar en el barrio de San Gervasio, al pie del Tibidabo; Casa Emili Juncadella, en Rambla Cataluña 26 (1900-1901), presenta numerosas innovaciones del propio arquitecto: aperturas trilobuladas, remate abarrocado, concentración del trabajo decorativo en franjas horizontales, etc.; Casa Carulla, en Mallorca 214 (1900), destaca por la fachada coronada por una alegoría de la pintura, en estilo rococó. En Valencia se le atribuyen las Casas de la calle de la Paz (1903-1905), también adjudicadas a Francesc Mora Berenguer –quizá se trata de una colaboración entre ambos–. En esta época Sagnier también se dedicó a la arquitectura funeraria para las familias nobles catalanas, como el hipogeo de la familia Olivella (1909) o el panteón de la familia Juncadella (1910), con dos cuerpos flanqueando un obelisco trabajado en esfumado.
En 1903 Sagnier se convierte en arquitecto titular de la basílica de Montserrat, en sustitución de Villar y Lozano. Para el templo benedictino realizó un plano topográfico de la montaña (1914-1915), así como la construcción de varias obras, todas ya desaparecidas: la capilla del Santísimo Sacramento (1904), con un rico altar en mármol y metal dorado; el Tercer Misterio Doloroso del Rosario Monumental, con escultura de Anselm Nogués (1901), así como el Segundo Misterio Gozoso, con un grupo escultórico de Venancio Vallmitjana (1902); y el conjunto escultórico del Via Crucis de Montserrat (1904-1916), con esculturas de Eusebi Arnau, compuesto por 14 estaciones sobre la Pasión de Jesús, con un estilo vagamente gaudiniano: superficies rugosas de piedra repicada, pináculos naturalistas, etc.; el conjunto fue destruido en 1936. Quizá por esta vinculación con la orden benedictina, recibió un encargo para la construcción de un colegio en Perth (Australia), donde había una misión, Nueva Nursia, regida por un abad catalán, Fulgenci Torres i Mayans; allí realizó la iglesia y colegio de Santa Gertrudis (1904-1906), de estilo neogótico. También en relación con los benedictinos realizó varias intervenciones en el santuario de El Pueyo (Barbastro) y en el monasterio de Valvanera, en La Rioja.

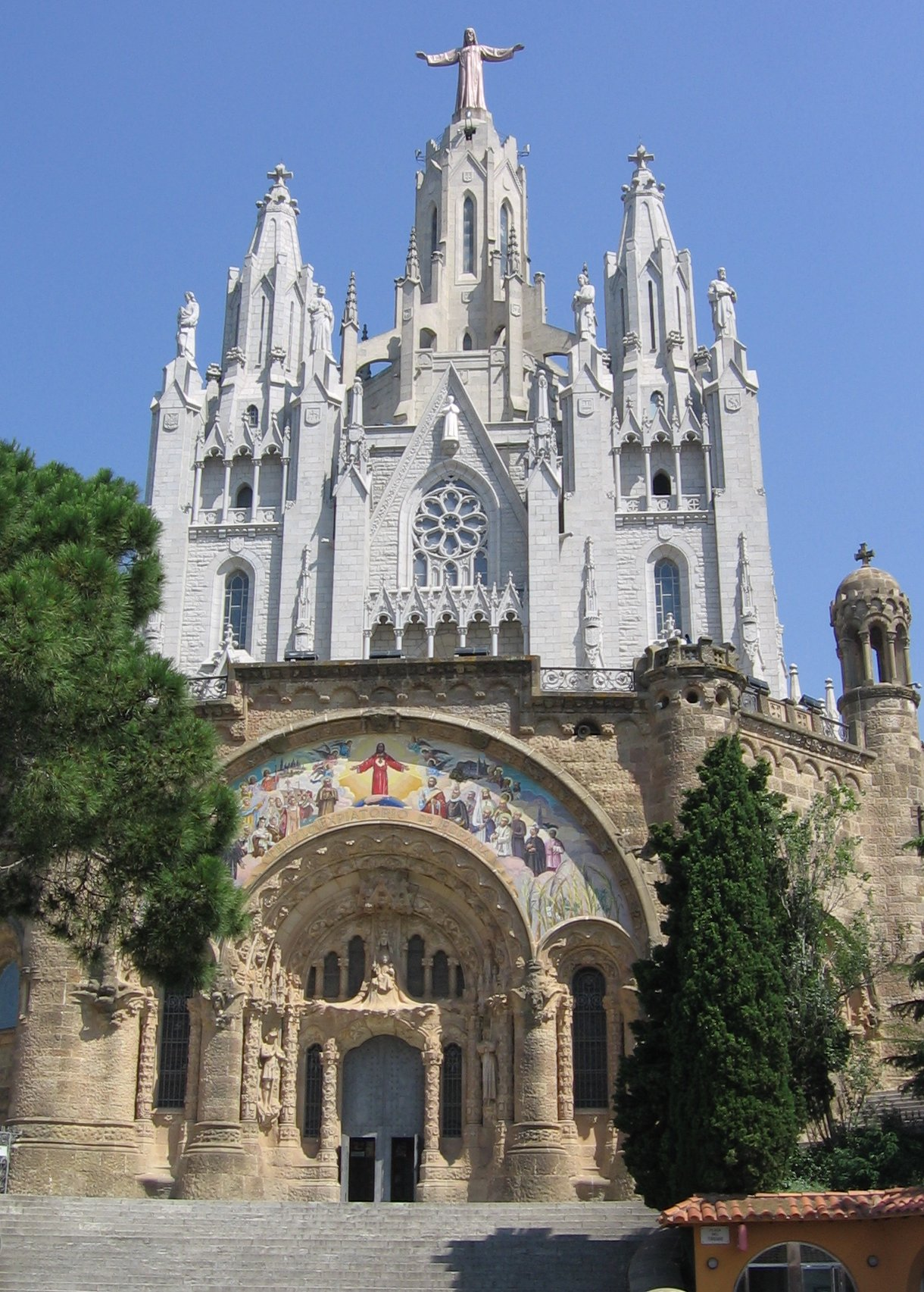
Templo Expiatorio del Sagrado Corazón

Su obra religiosa más importante será sin duda el Templo Expiatorio del Sagrado Corazón, en la montaña del Tibidabo de Barcelona, cuya construcción se prolongó de 1902 a 1961, con la dirección desde la muerte de Enric Sagnier de su hijo Josep Maria. Esta obra se debe al mecenazgo de Dorotea de Chopitea, que junto a otros promotores cedieron los terrenos a San Juan Bosco en su visita a Barcelona en 1886, con la idea de hacer un templo dedicado al Sagrado Corazón de Jesús, en la línea del construido en Roma por el propio Bosco (Sacro Cuore di Gesù), así como del famoso Sacré-Cœur de París. La primera piedra se colocó el 28 de diciembre de 1902 en un acto presidido por el obispo de Barcelona, Salvador Casañas y Pagés. El conjunto está formado por una cripta interior y la iglesia superior, con planta central con cúpula sobre ocho columnas. La cripta se construyó entre 1902 y 1911, con estilo neobizantino, mientras que el templo entre 1915 y 1951, finalizando el exterior de las obras en 1961. El estilo del conjunto se basa en una línea románica combinada con el templo de verticalidad gótica, cubierto con una cúpula ochavada coronada con la imagen del Sagrado Corazón, obra inicial de Frederic Marès –destruida en 1936– y sustituida por otra de Josep Miret, de 1950. Exteriormente este templo es más contenido que el gótico florido de los primeros proyectos de Sagnier.

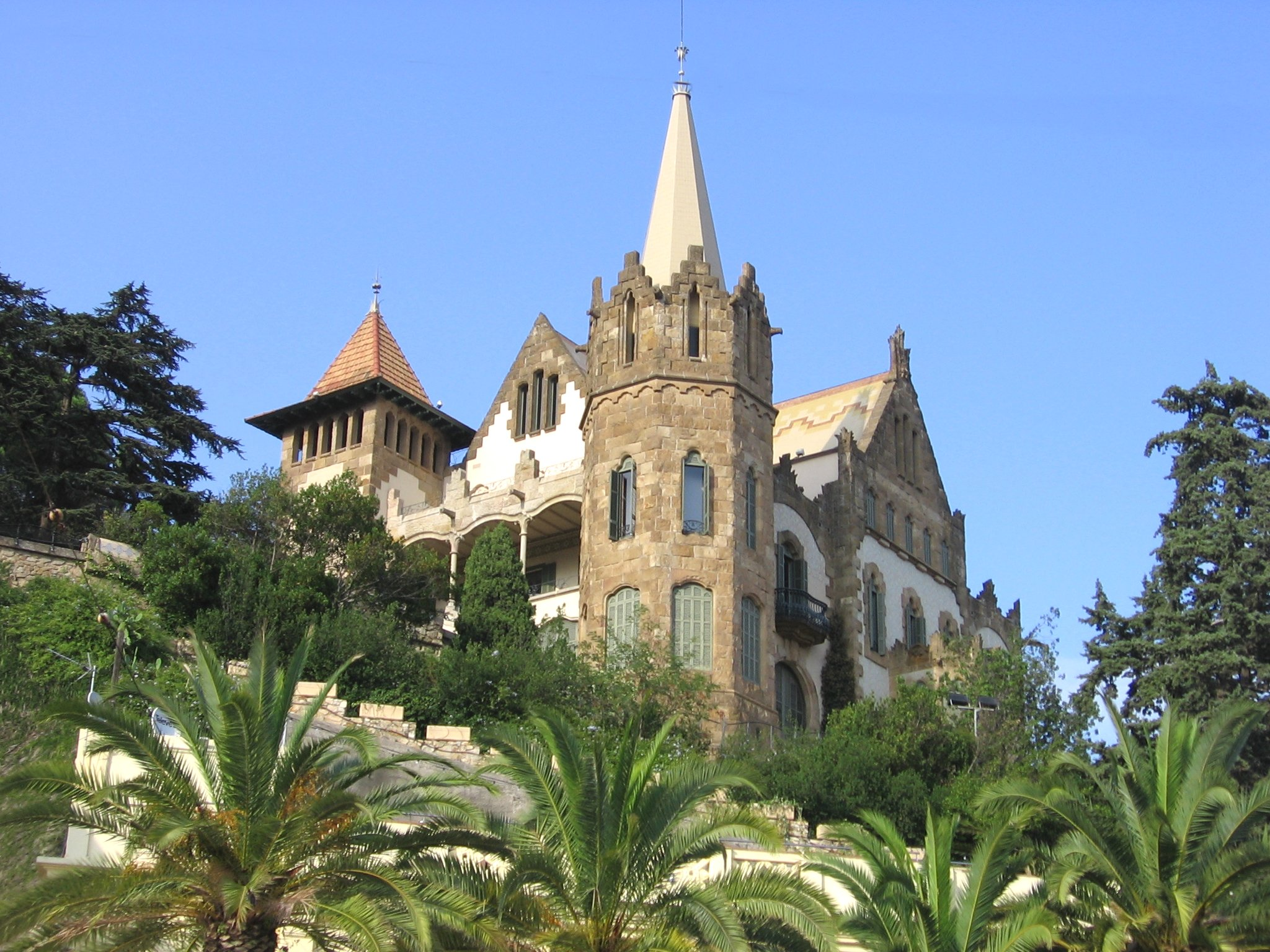
Casa Arnús (El Pinar)

En la montaña del Tibidabo construyó también Sagnier la casa de Manuel Arnús, conocida como «El Pinar» (1902-1904), con una volumetría rica en perfiles, de aire vagamente gótico, con referencias a la arquitectura solariega catalana, destacando el juego policromo de los materiales. Otras construcciones familiares fueron la Casa Camil Mulleras, en Gran Vía 654 (1903-1905), de estilo rococó, con escultura de Alfons Juyol, y las Casas Francesc Sert y Eusebi López (1905-1906), situadas también en la avenida del Tibidabo, dos chalets de corte clásico con influencia francesa. En San Sebastián realizó las Torres de Arbide (1905), de estilo neogótico que sigue la tipología del castillo medieval; destaca en la fachada los relieves escultóricos de motivos florales.
Con motivo de la visita del rey Alfonso XIII a Barcelona, el 6 de abril de 1904, Sagnier construyó un arco de triunfo efímero en el paseo de Gracia, encargo del marqués de Comillas. En 1905 realizó una puerta lateral en la iglesia barroca de Belén, en La Rambla de Barcelona. Entre 1907 y 1915 realizó la iglesia y convento de Pompeya, para los Capuchinos, inspirada en la arquitectura gótica catalana en detalles como la estructura de cubierta de la nave, formada por vigas apoyadas en arcos diafragma, como en la capilla de Santa Ágata, o en la tipología de la torre de la fachada, que recuerda los campanarios de Santa María del Mar. La decoración escultórica era de Josep Llimona, destacando la imagen de Nuestra Señora de Pompeya (destruida en 1936). Sagnier se encargó también de varios proyectos de «casas baratas» para obreros sin recursos, como las de la Torre de Pardals del barrio de Horta (1908-1911), o las de La Constructora Obrera, en el barrio del Clot (1911).

### Obras de madurez

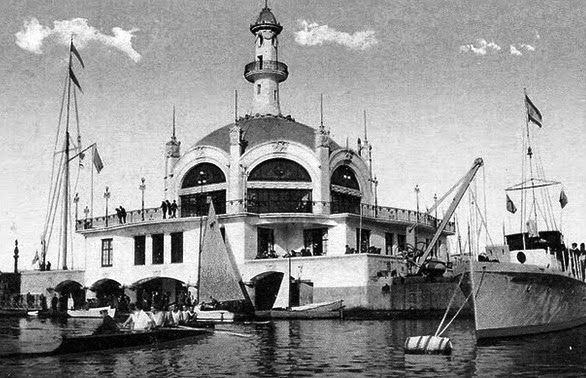
Real Club Marítimo

Sagnier entra en una etapa de menor actividad profesional, a la vez que recibe un gran reconocimiento oficial. Abandona progresivamente el modernismo, instalándose en un estilo clasicista de aire burgués, personal y ecléctico. Su primera obra en esta etapa fue el Templo Parroquial de Sant Feliu en Sabadell (1910-1921), edificado sobre un templo destruido en 1909 durante la Semana Trágica –del que solamente quedó el campanario y el ábside–, presenta planta de nave única de estilo neogótico. Entre 1910 y 1911 realizó la Casa Ramon Mulleras, en paseo de Gracia 37, en la llamada «Manzana de la Discordia», por situarse en ella varios edificios de famosos arquitectos modernistas: la Casa Lleó Morera de Lluís Domènech i Montaner, la Casa Amatller de Josep Puig i Cadafalch y la Casa Batlló de Antoni Gaudí.
En 1911 ganó el concurso para la construcción del Real Club Marítimo de Barcelona (construido entre 1911-1913), un edificio de planta octogonal cubierta con cúpula y rematada por una especie de faro; fue derribado en 1957. El mismo año construyó el Banco Hispano Colonial en Vía Layetana 3 –avenida de cuya apertura, dentro de la reforma del casco antiguo barcelonés, fue Sagnier uno de los encargados–; el edificio tiene connotaciones de la arquitectura vienesa coetánea, y fue una de las primeras realizaciones de Sagnier empleando técnicas modernas, lo que se percibe en muros más ligeros y grandes ventanales.
En 1912 comenzó la construcción de la Capilla Francesa de la calle del Bruch, con una cripta dividida en tres naves y una iglesia superior de estilo neorrománico, acabada en 1927 seguramente por su hijo Josep Maria. El mismo año realizó la Casa Lluís-Eduard Pellerín, en Balmes 170/Diagonal 490-500, nueva muestra de clasicismo de influencia francesa. También en 1912 construyó el palacete del marqués de Alella, en Muntaner 282-290/Marià Cubí, conjunto de edificios de filiación plateresca, con pinturas de Josep Maria Sert. La Escuela de las Damas Negras, en paseo de Gracia 33 (1913-1916), es un edificio de estilo románico que destaca por su austeridad y solidez. Entre 1916 y 1936 –con finalización de su hijo Josep Maria– realiza un conjunto de edificios para la Junta Provincial de Protección a la Infancia y Represión de la Mendicidad, ocupando una manzana en la zona del Bogatell; el arquitecto diseñó un equipamiento ambicioso distribuyendo los pabellones con fachada a las diversas calles, reservando el interior para patios. Derrocado en su mayoría en 1970, solamente queda el pabellón actualmente dedicado a prisión de Wad-Ras.

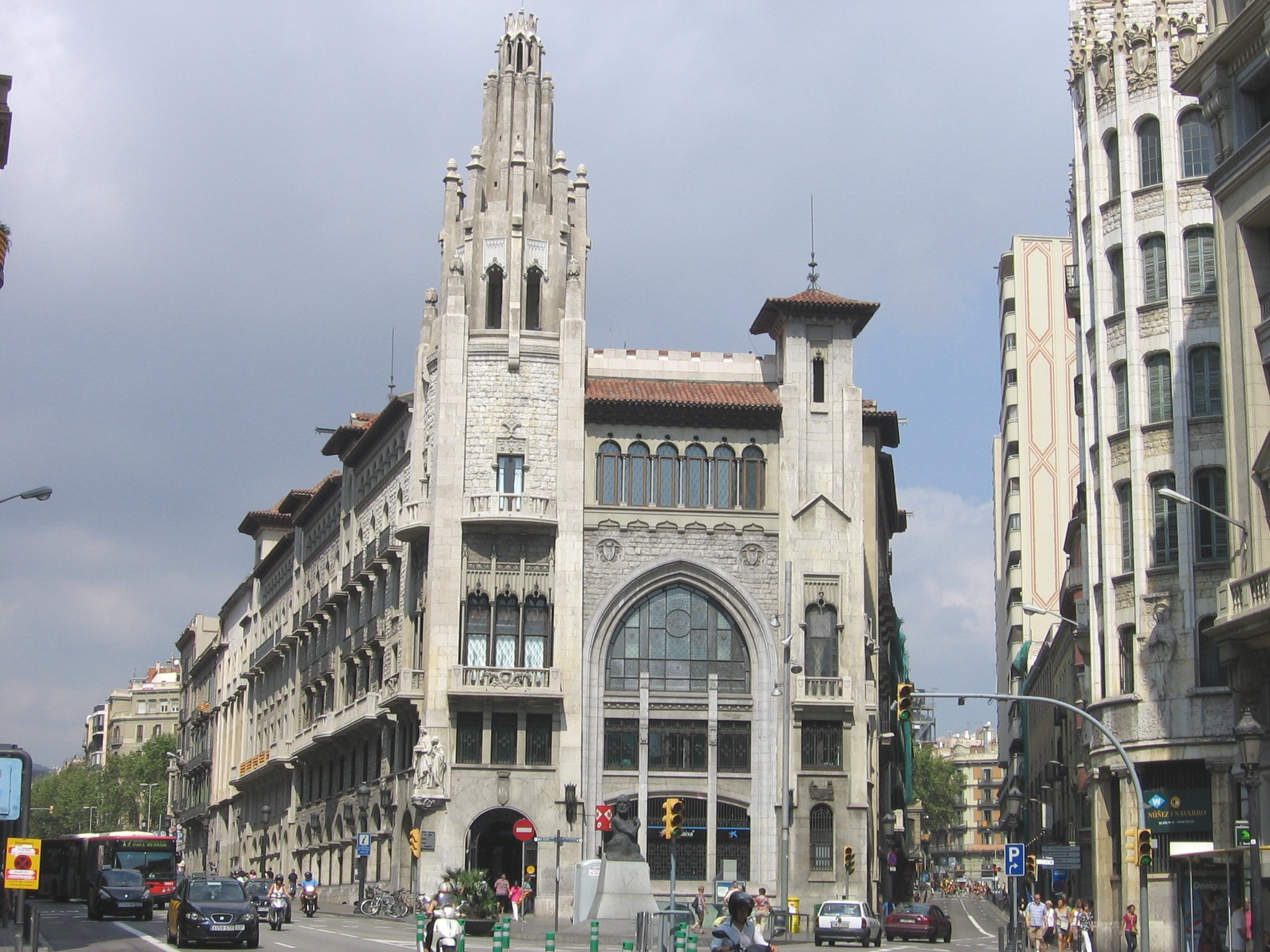
Caja de Pensiones

Quizá su obra más importante de madurez sea la sede central de la Caja de Pensiones de Barcelona, en Vía Layetana 56-58 (1914-1917). El edificio se concibió con un programa mixto de oficinas en la planta baja y viviendas de alquiler en los pisos superiores, para rentabilizar la inversión. Su esquema se basa en una torre elevada en el ángulo de la Vía Layetana con la entonces llamada plaza de Bilbao, en la que se encuentran los accesos, una fachada principal con los grandes ventanales de la sala de juntas y los despachos de la dirección, y unas fachadas laterales con las entradas a las viviendas de alquiler. La obra se hizo en cemento armado –pionero en aquel entonces– con revestimiento exterior de piedra. La zona de atención al cliente estaba ricamente decorada con pinturas y mármoles y se distribuía alrededor de un espacio cubierto con claraboya. En la esquina de las dos fachadas principales se sitúa un grupo escultórico que simboliza el Ahorro, obra de Manuel Fuxá. En 1920 realizó un edificio anexo para la Caixa en la vecina calle Junqueras, y construyó también varias sucursales de la Caixa en Igualada (1922), Sabadell (1923), Manresa (1924) y Tarragona (1929).
Durante la Primera Guerra Mundial, época de esplendor económico debido a la neutralidad española, recibió numerosos encargos: entre 1915 y 1931 realizó la basílica de San José Oriol, en la calle Diputación 141, encargo de Magdalena Modolell, viuda de Nogués, en previsión de la canonización del beato catalán. Este templo representa una innovación estilística de la época, ya que en vez de utilizar los estilos medievalistas habituales entonces –como el neogótico o el neorrománico-, se basa en la tipología basilical romana de naves separadas por columnas con arquerías, posteriormente muy utilizado en la posguerra. En la decoración interior destacan los mosaicos, obra de Lluís Bru. Además de iglesia, el conjunto (terminado por su hijo Josep Maria) comprendía un teatro y unas escuelas; dañado durante la Guerra Civil, fue restaurado por Francesc Folguera.

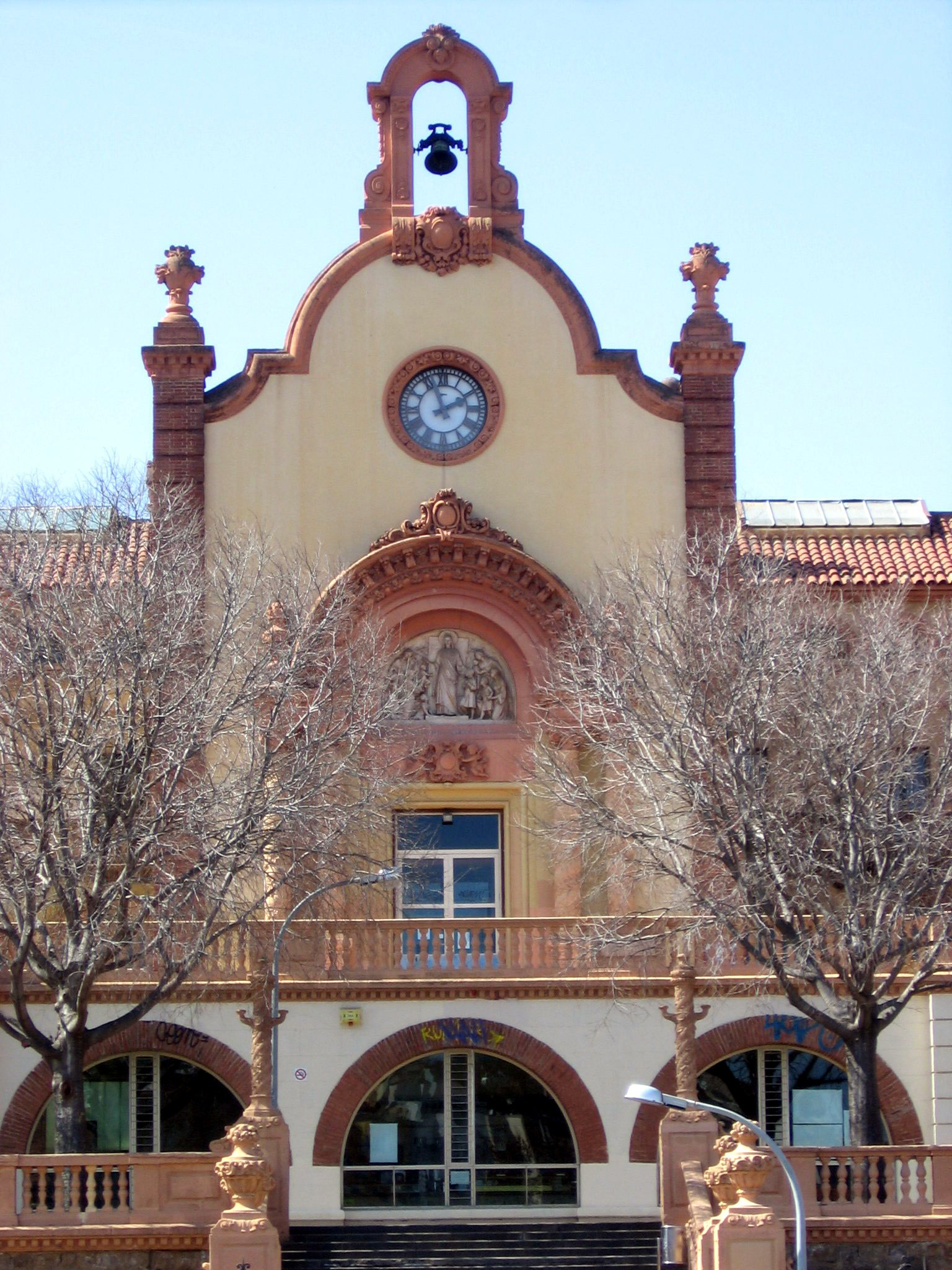
Patronato Ribas

En 1915 realizó un proyecto para la urbanización de la zona de Miramar, en la montaña de Montjuic, que finalmente no se llevó a cabo. Ese año realizó la Casa Ignasi Coll Portabella, en la Avenida del Tibidabo 24-28 (1915-1918), que presenta una línea clasicista con elementos decorativos de influencia plateresca. Entre 1915 y 1920 realizó una iglesia y convento para los Escolapios en Camagüey (Cuba), en estilo neogótico. En esta época realizó también dos encargos en la plaza de Cataluña de Barcelona: la remodelación del Hotel Colón (1916), hoy desaparecido, en el que sustituyó el anterior edificio modernista por uno de estilo clasicista; y el edificio de la Banca Arnús (1918-1927), actualmente Banco Santander Central Hispano, también de estilo clasicista. En el ámbito de la vivienda, la Casa Manuel Doncel, en Pare Fidel Fita 10-16 (1917), es una casa unifamiliar que sigue la tipología de la masía catalana, con ornamentación nuevamente de estilo plateresco. En 1918 amplió la torre Andreu —«la Rotonda»—, un edificio original de Adolf Ruiz i Casamitjana.

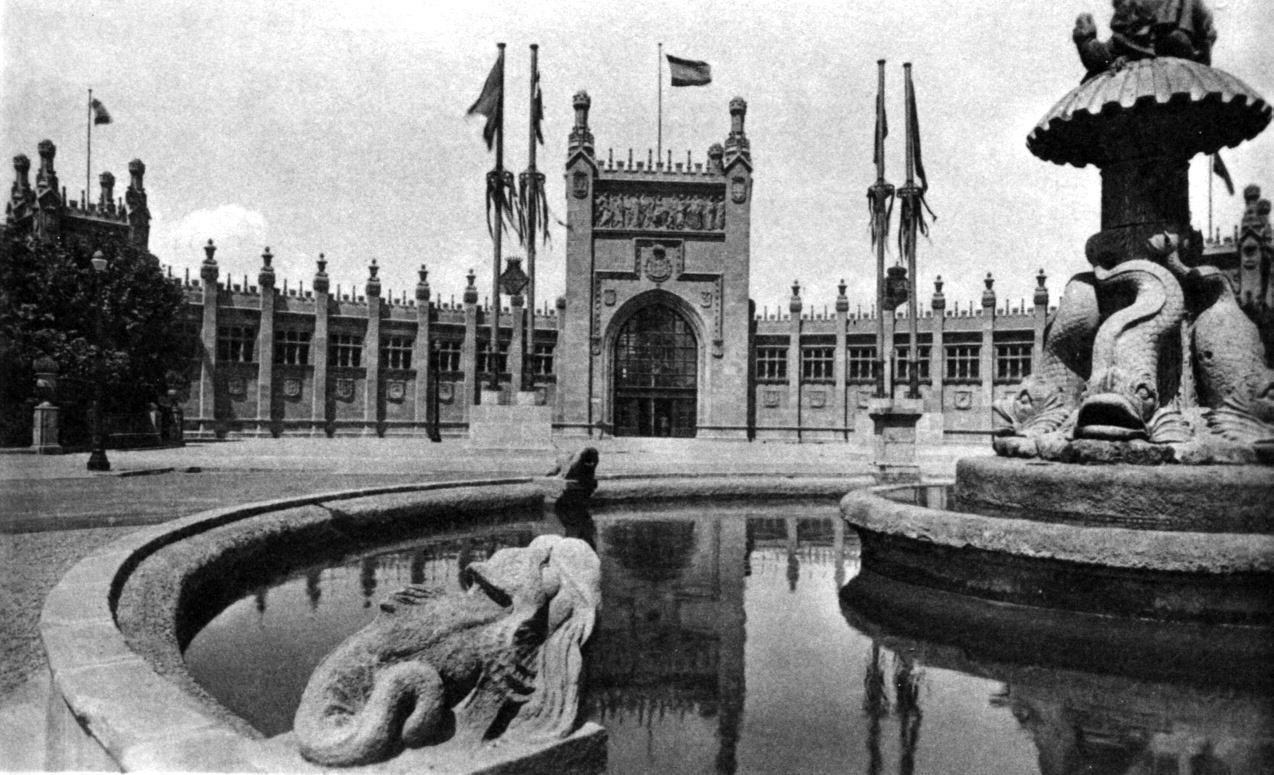
Pabellón de las Diputaciones de la Exposición Universal de 1929

A partir de 1920 Sagnier realizó menos obras: entre sus últimas construcciones destaca el Patronato Ribas, en Valle de Hebrón 93-103 (1920-1930), orfanato levantado gracias a la donación testamentaria de Lluís Ribas i Regordosa. Es un conjunto de edificios estructurado con ingenio, articulado con naves en forma de H, simétricas al eje de la capilla. Su decoración remite a un estilo populista barroco, destacando los relieves en terracota de tradición catalana. Actualmente acoge un instituto de educación secundaria (IES Vall d'Hebron). Una de sus últimas construcciones privadas fue la Casa José Larrañaga, en Diagonal 464 (1927), pequeña vivienda unifamiliar resuelta nuevamente con un estilo clásico de aire francés. En 1928 construye en Valencia la Caja de Previsión Social, en colaboración con Enrique Viedma, edificio de gran monumentalidad donde destaca la esquina entre las dos calles en las que está situado, dotada de una gran verticalidad y coronada por unos templetes influenciados en el barroco valenciano.
Sagnier formó parte como jurado en la adjudicación de proyectos para la Exposición Universal de 1929 en Montjuic; entre otros, falló en el concurso para el Palacio Central de la exposición –actual Palacio Nacional y sede del Museo Nacional de Arte de Cataluña–. Coincidiendo con los preparativos de la exposición, se encargó a Sagnier la restauración del Palacio Episcopal de Barcelona: la obra se centró en la modificación del patio, con el descubrimiento de una ventana gótica y las arcadas románicas originales, a las que se añadió una escalera de nueva creación. Como arquitecto diocesano, recibió también el encargo, junto a Bonaventura Bassegoda i Amigó, del traslado del coro de la catedral de Barcelona, proyecto que no se llevó a término. Asimismo, como diputado provincial realizó también el Palacio de las Diputaciones para la exposición de 1929, de estilo gótico-plateresco, con una escultura ecuestre de San Jorge de Josep Llimona; y en la Exposición Iberoamericana de Sevilla construyó el pabellón de las provincias catalanas, con un edificio en forma de masía catalana.

## Galería

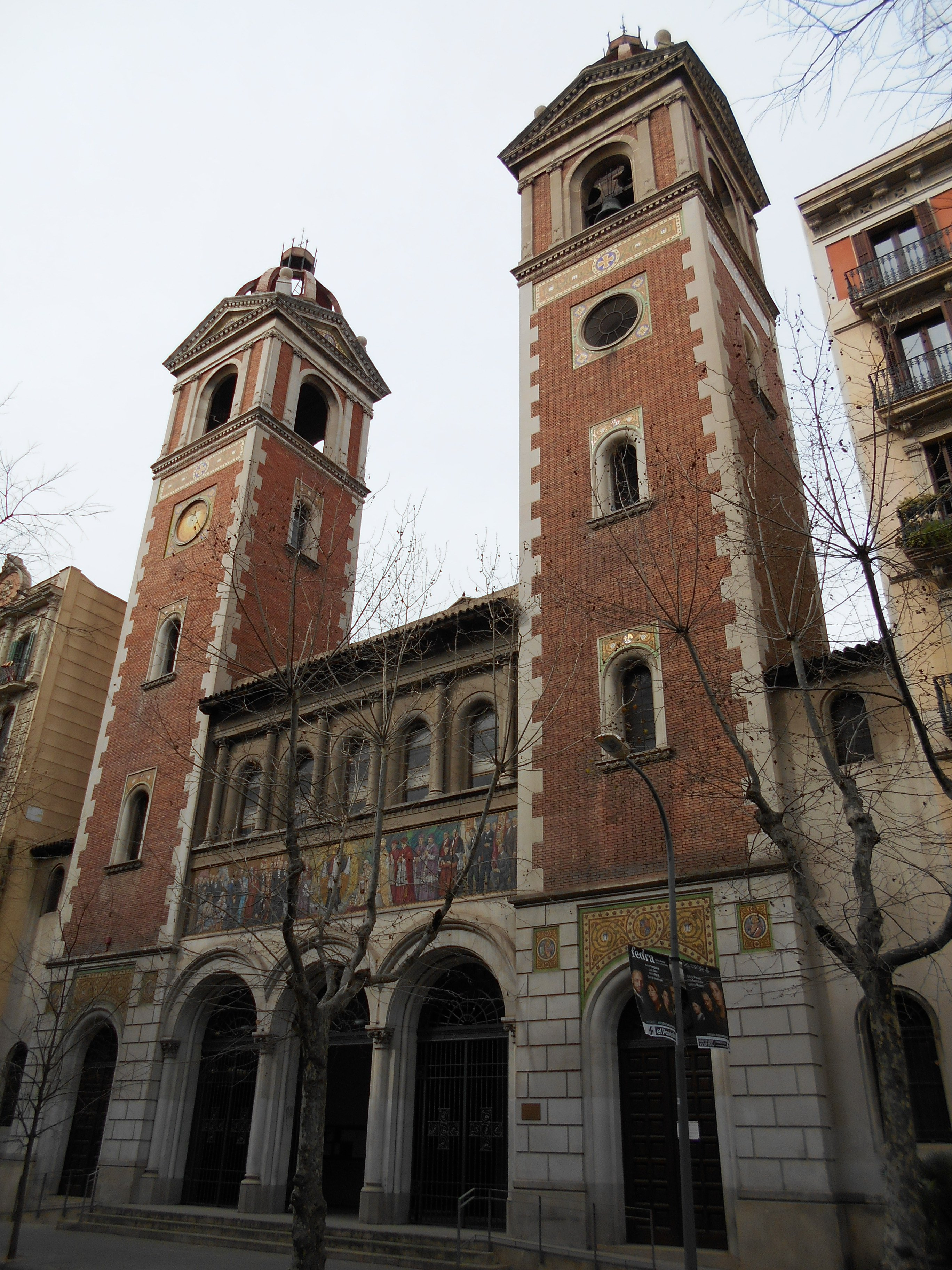
Basílica de San José Oriol
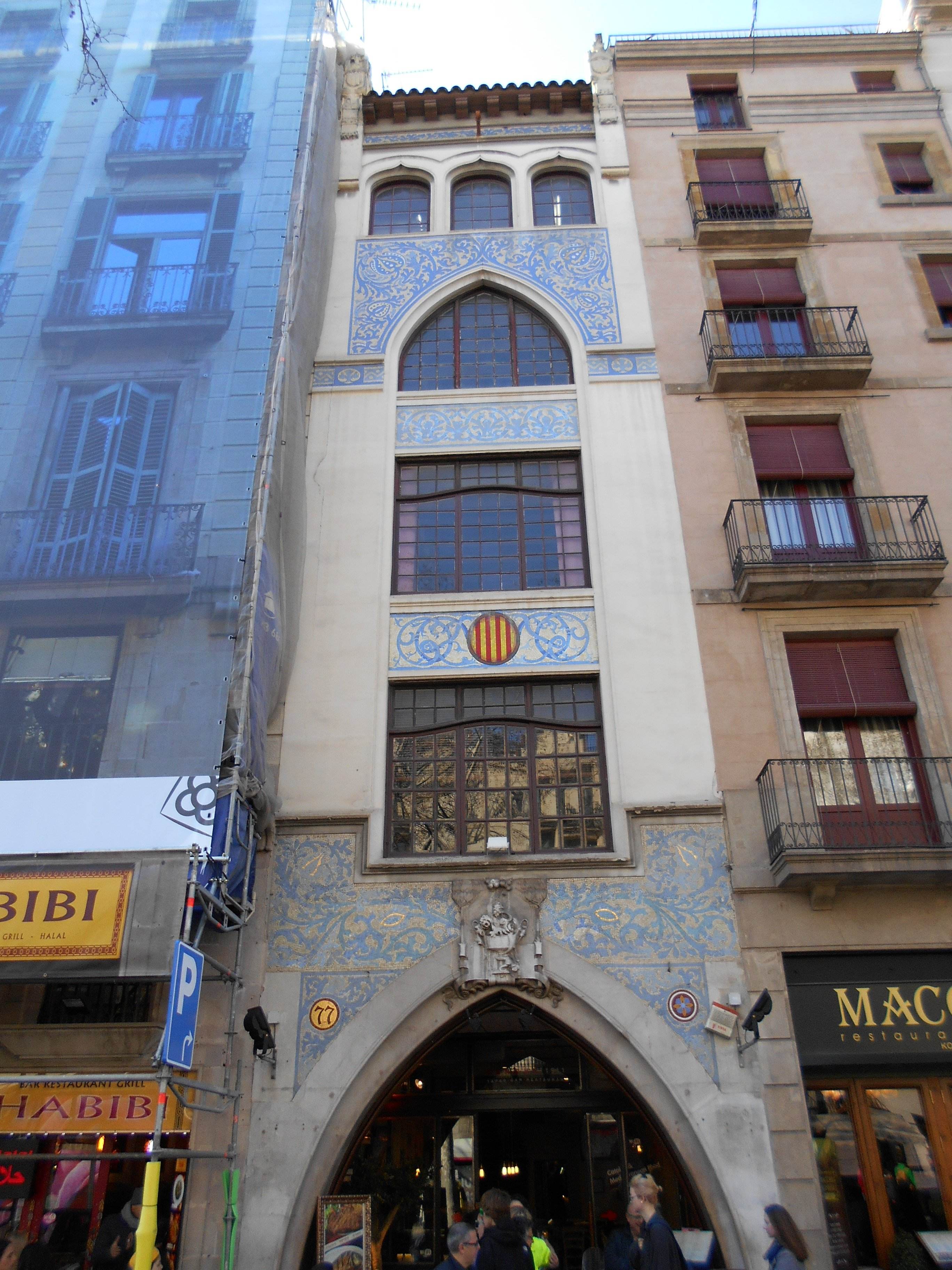
Casa Doctor Genové
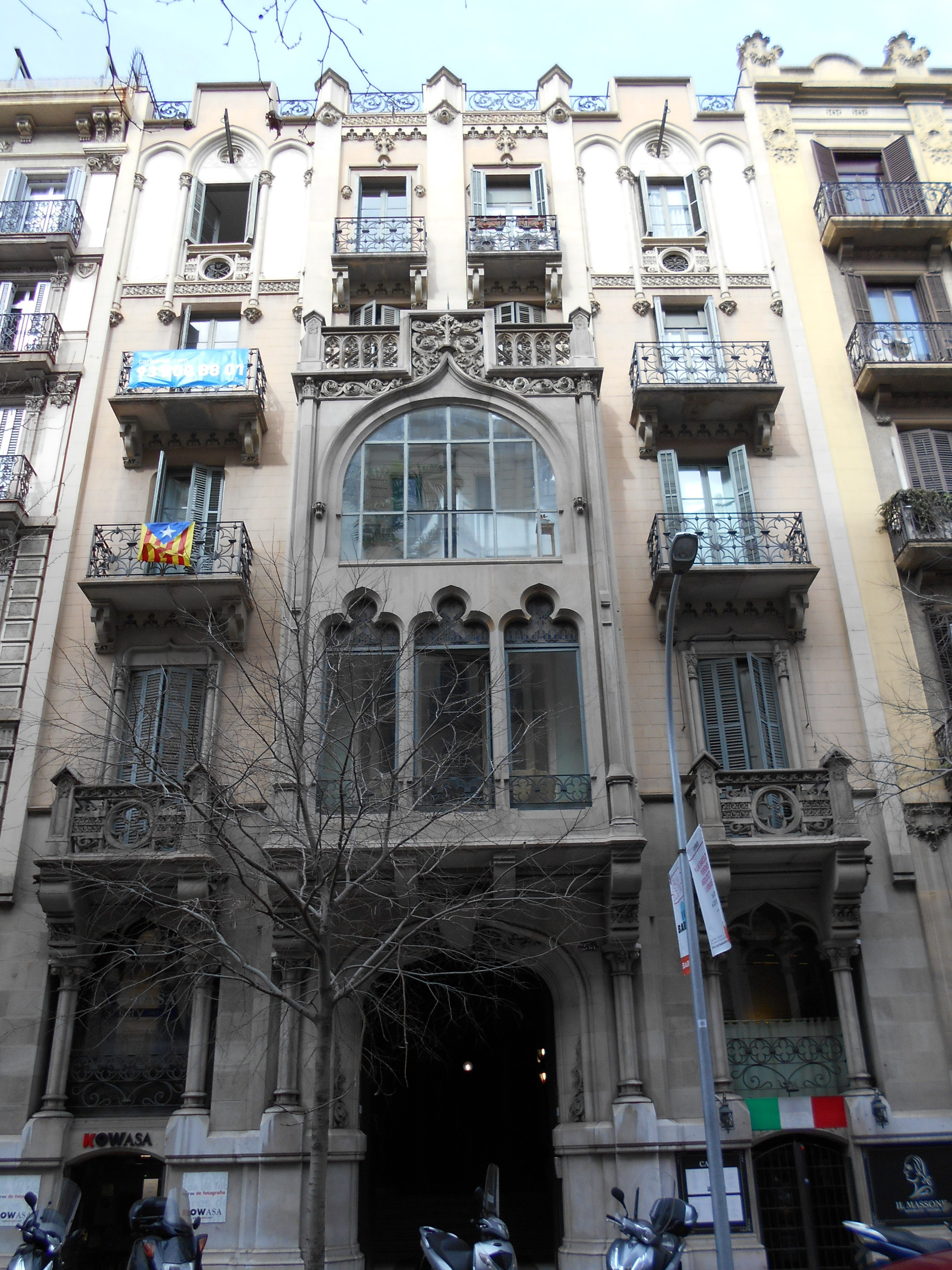
Casa Gustau Peyra
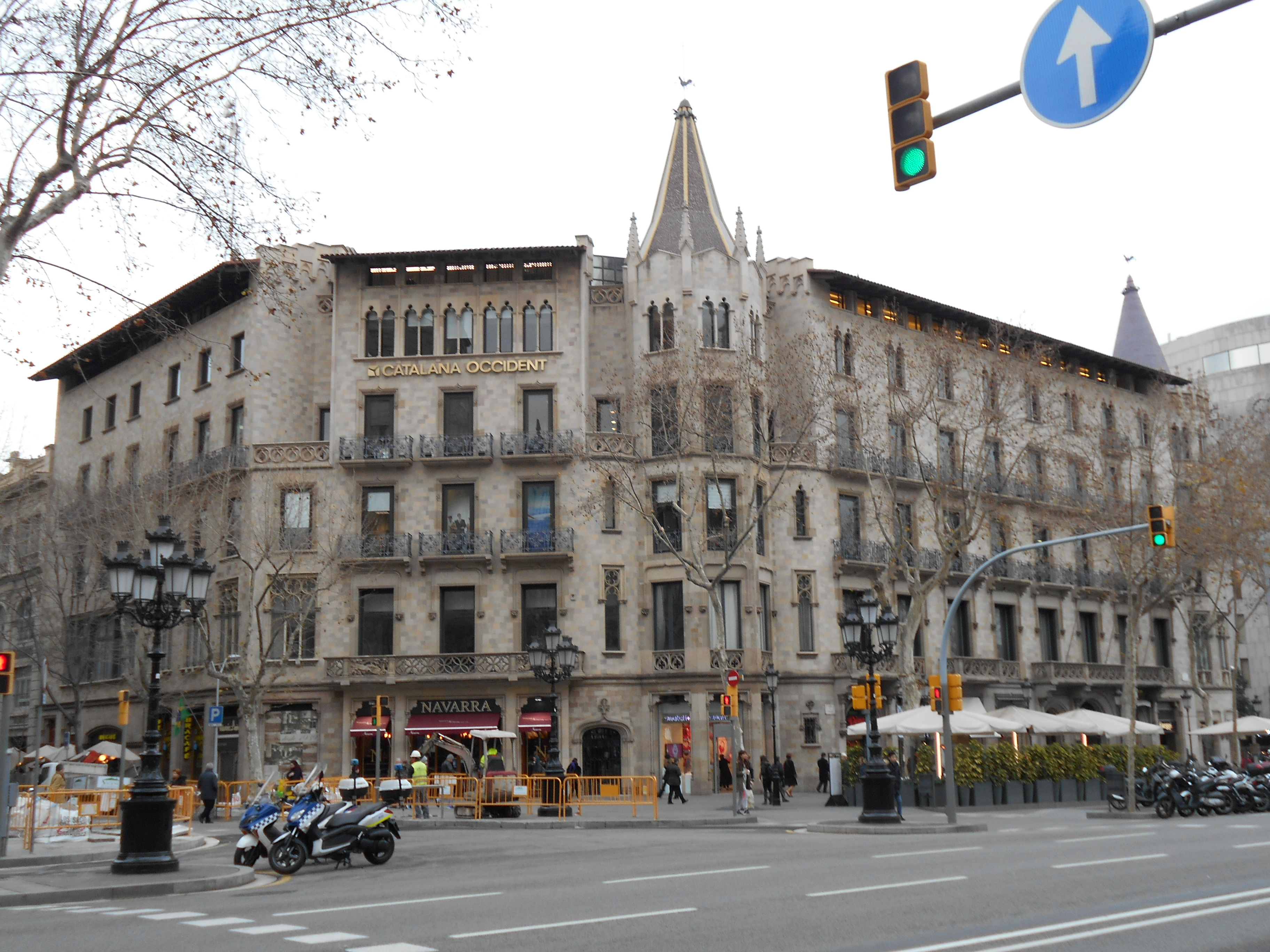
Casa Pascual i Pons
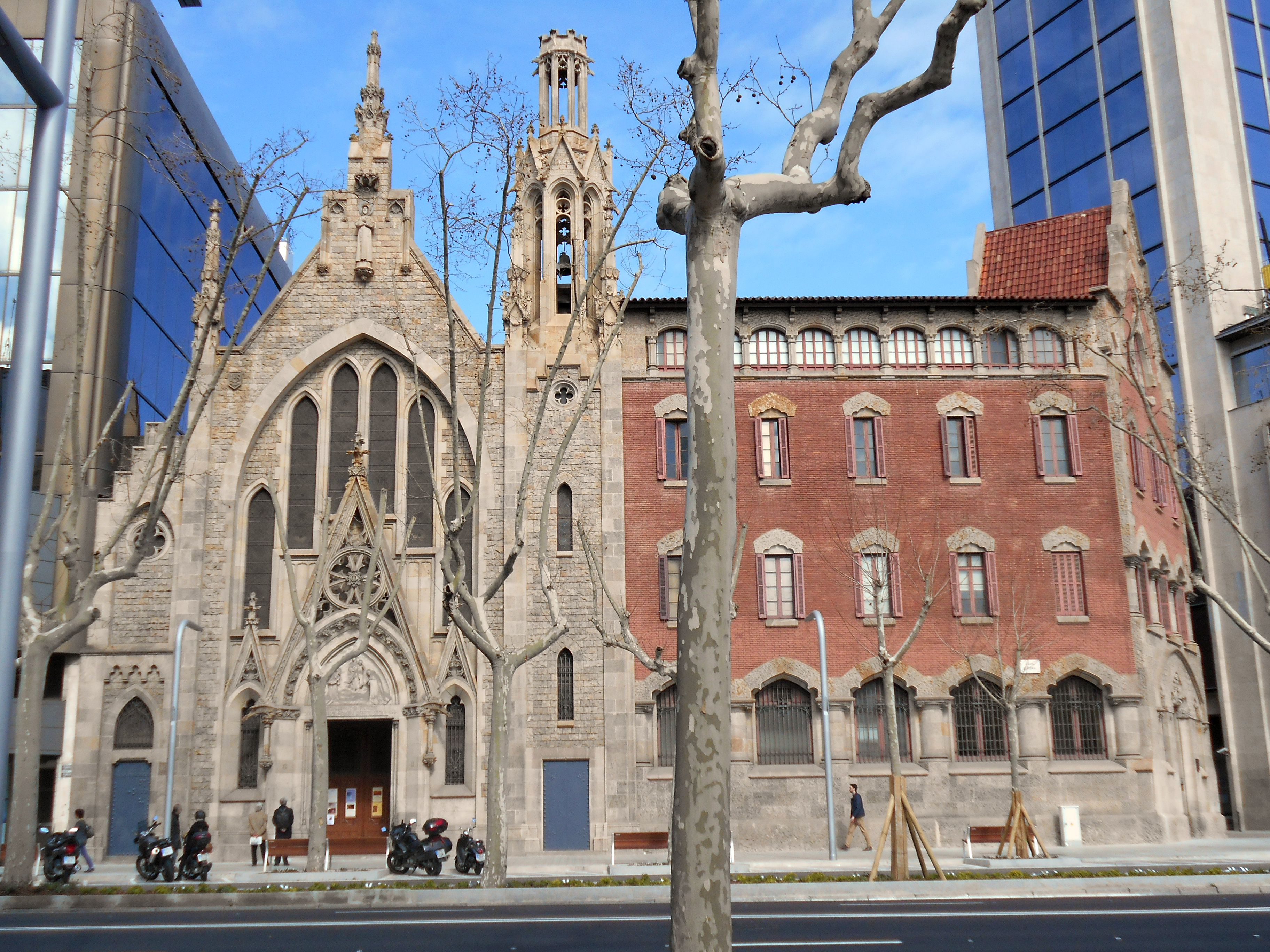
Iglesia de Nuestra Señora de Pompeya
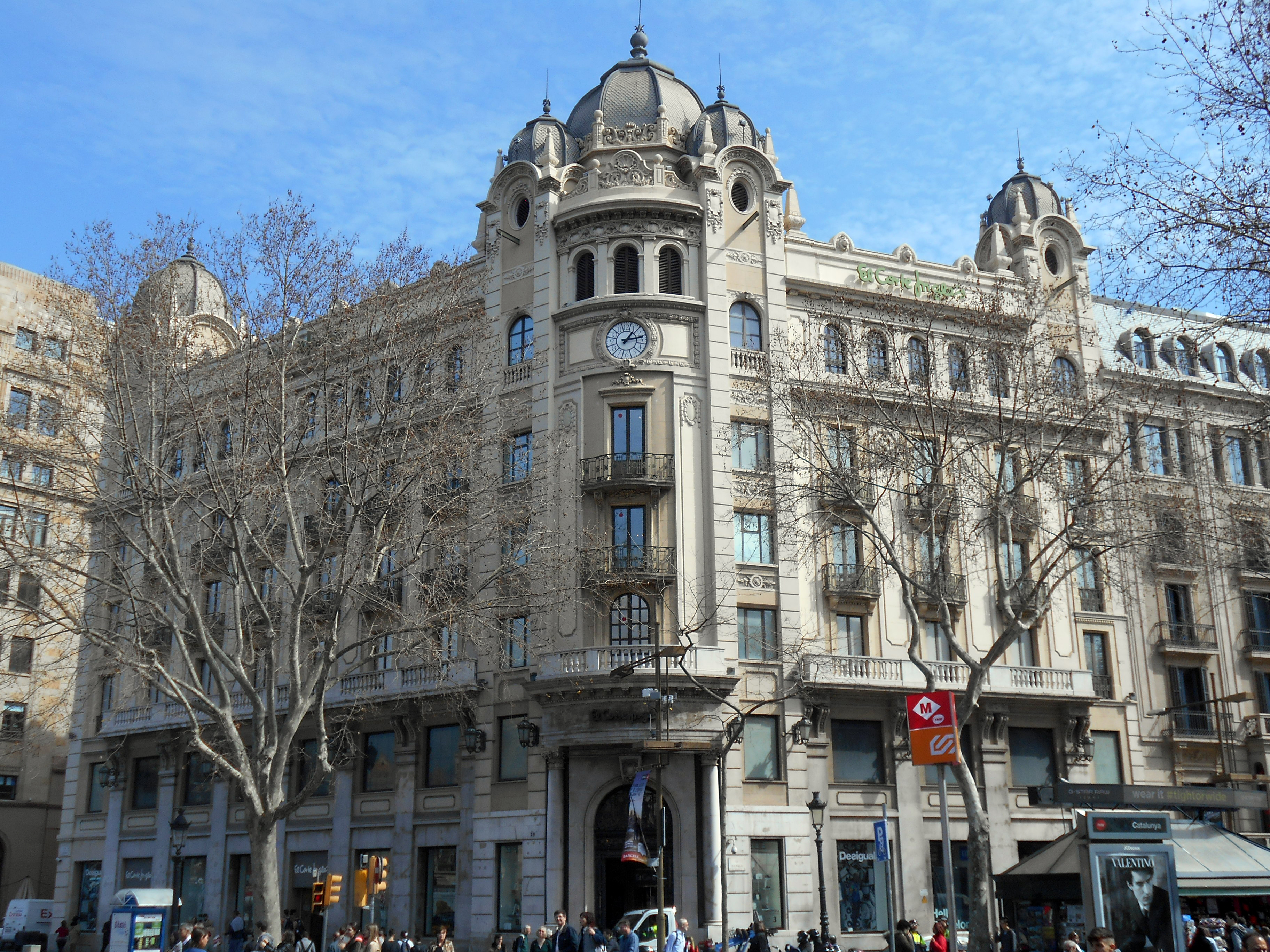
Banca Arnús
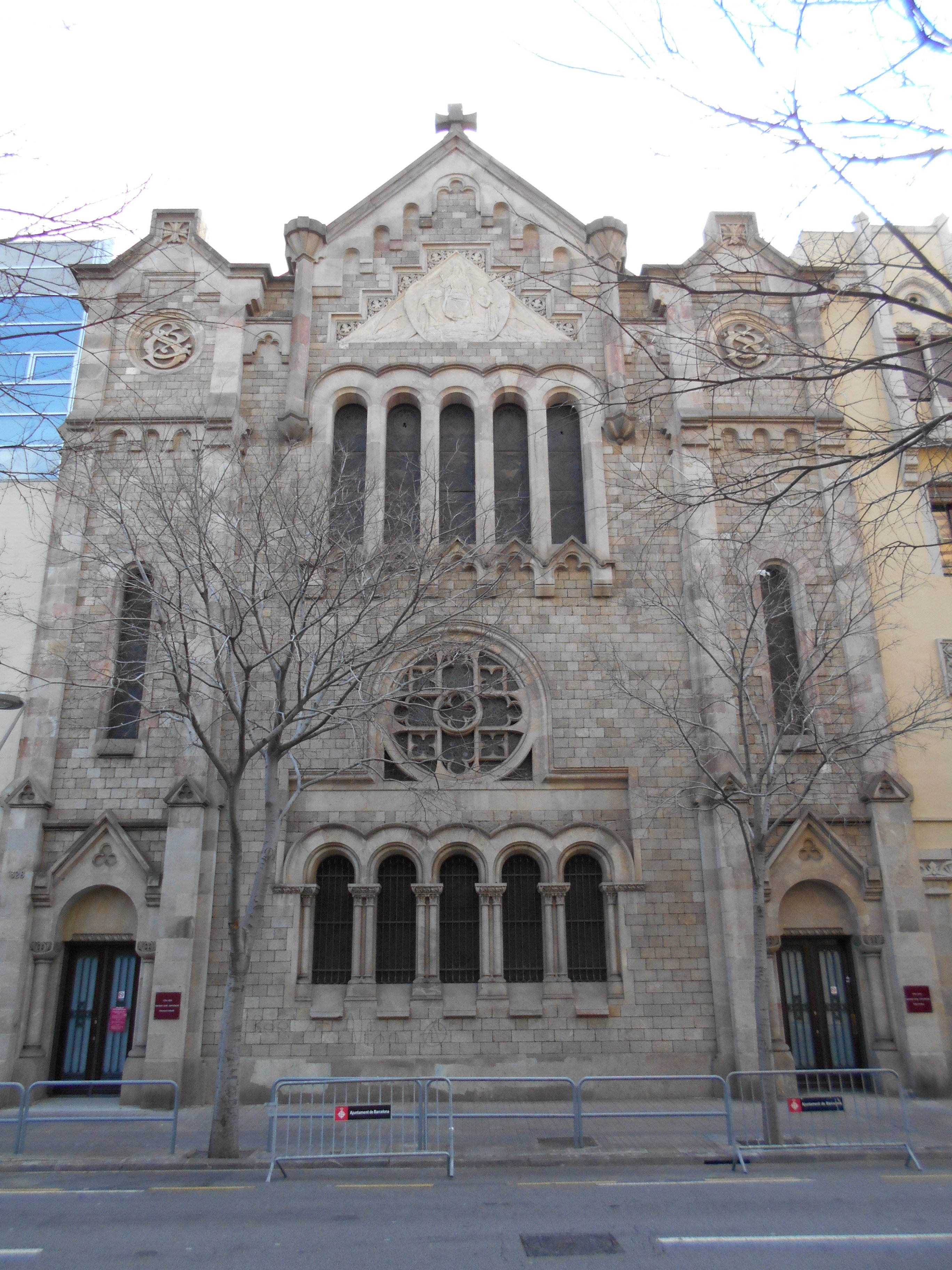
Capilla de la Escuela del Sagrado Corazón